# ۴۸۱ (پیش از میلاد)
۴۸۱ (پیش از میلاد) ۴۸۱مین سال قبل از تقویم میلادی است.